# 1986 v letectví
Tento článek obsahuje seznam událostí souvisejících s letectvím, které proběhly roku 1986.

## Události

### Leden

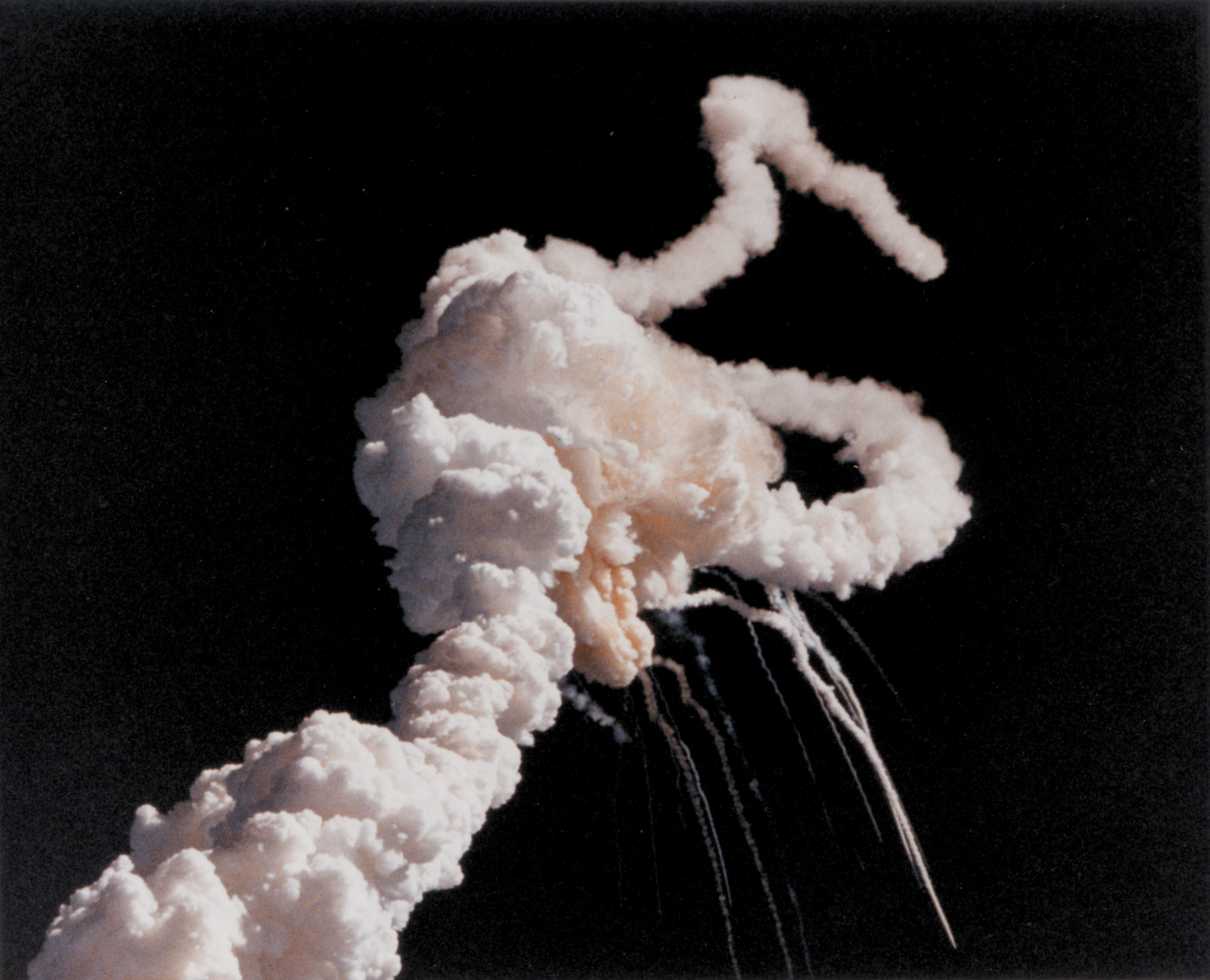
Výbuch raketoplánu Challenger.

- 28. ledna – raketoplán Challenger je zničen při startu

### Duben
- 18. dubna – ve věku 94 let umírá Marcel Dassault (vlastním jménem Marcel Bloch)

### Srpen
- 11. srpna – upravený Westland Lynx dosahuje nového světového rychlostního rekordu pro vrtulníky – 401 km/h (249 mil/hod)

### Říjen
- 18. října – v závodě o Pohár Gordona Bennetta podruhé zvítězili Rakušané Josef Starkbaum a Gert Scholz
- 21. října – britská vláda nabízí k veřejnému prodeji leteckou společnost British Airways

### Prosinec
- 14.–23. prosince – první non-stop let kolem planety bez doplňování paliva – letoun Voyager pilotovaný Dickem Rutanem a Jeanou Yeagerovou překonal vzdálenost 40 212 km

## První lety

### Únor
- 15. února – Beechcraft Starship

### Duben
- 25. dubna – Air Tractor AT-503

### Červenec
- 4. července – Dassault Rafale

### Srpen
- 6. srpna – BAe ATP
- 8. srpna – British Aerospace EAP

### Září
- 13. září – Piaggio P.180 Avanti

### Listopad
- 30. listopadu – Fokker F100

### Prosinec
- 11. prosince – McDonnell Douglas F-15E Strike Eagle[1]
- 31. prosince – IAI Lavi